# Coppa del Portogallo 1989-1990 (hockey su pista)
La Coppa del Portogallo 1989-1990 è stata la 17ª edizione della principale coppa nazionale portoghese di hockey su pista. La competizione ha avuto luogo dal 1º novembre 1989 al 16 giugno 1990. Il trofeo è stato conquistato dallo Sporting CP per la quarta volta nella sua storia superando in finale il Barcelos.

## Risultati

### Ottavi di finale
| Squadra 1         | Risultato | Squadra 2     |
| ----------------- | --------- | ------------- |
| Académica         | 1 - 4     | Sporting CP   |
| Turquel           | 3 - 4     | Paço de Arcos |
| Barcelos          | 4 - 3     | Sanjoanense   |
| Alenquer Benfica  | 1 - 7     | Benfica       |
| Infante de Sagres | 4 - 3     | Parede        |
| Gulpilhares       | 3 - 6     | Amadora       |
| Seixal            | 5 - 4     | Santa Cita    |
| Juventude Viana   | 4 - 7     | Porto         |

### Quarti di finale
| Squadra 1         | Risultato | Squadra 2     |
| ----------------- | --------- | ------------- |
| Barcelos          | 3 - 2     | Porto         |
| Sporting CP       | 7 - 2     | Paço de Arcos |
| Benfica           | 9 - 2     | Amadora       |
| Infante de Sagres | 4 - 9     | Seixal        |

### Semifinali
| Squadra 1   | Risultato | Squadra 2 |
| ----------- | --------- | --------- |
| Sporting CP | 4 - 3     | Benfica   |
| Barcelos    | 17 - 4    | Seixal    |

### Finale
| Cascais 16 giugno 1990 | Barcelos | 4 – 5 (d.t.s.) | Sporting CP | Pavilhão Municipal |